# 浸漬 (調理)
調理における浸漬、インフュージョン(Infusion)は、水、油、アルコール等の溶媒中に材料を長時間漬けておくことで、植物材料から化合物や風味を抽出するプロセスである。溶媒を沸騰させて抽出する煎じや、コーヒーメーカーのように材料の中に溶媒を通すパーコレーションとは異なる。

## 歴史
精油の利用の最初の記録は、10世紀または11世紀に、ペルシア人の博学者であるイブン・スィーナーにより行われたものであり、恐らく『医学典範』に記された。
茶は、これよりはるかに古く、最初期の記録は紀元前10世紀に遡る。

## 方法
浸漬は、水、油、アルコール等の溶媒中に揮発性の有効成分を容易に放出する植物材料（通常は、ハーブ、花、ベリー等）を用いる化学プロセスである。このプロセスでは、温めた（または適切な温度にした）液体を植物材料の上から注ぐ。植物材料が液体の中に十分な時間浸されると、濾す等して植物材料を除去し、浸漬した液体をすぐに用いない場合は、瓶に詰めて冷蔵保存する。
液体に浸す時間は、浸漬の種類に依り、中国茶のように数秒のものから、スロー・ジンのように数か月に及ぶものもある。液体から植物材料を取り出すのに、クランプに似たメタルスティーパーや、ストレイナーとして働くティーインフューザー、またフレンチプレス等の道具が用いられる。また、フィルターペーパーで作ったティーバッグは最も良く用いられる。

## 例

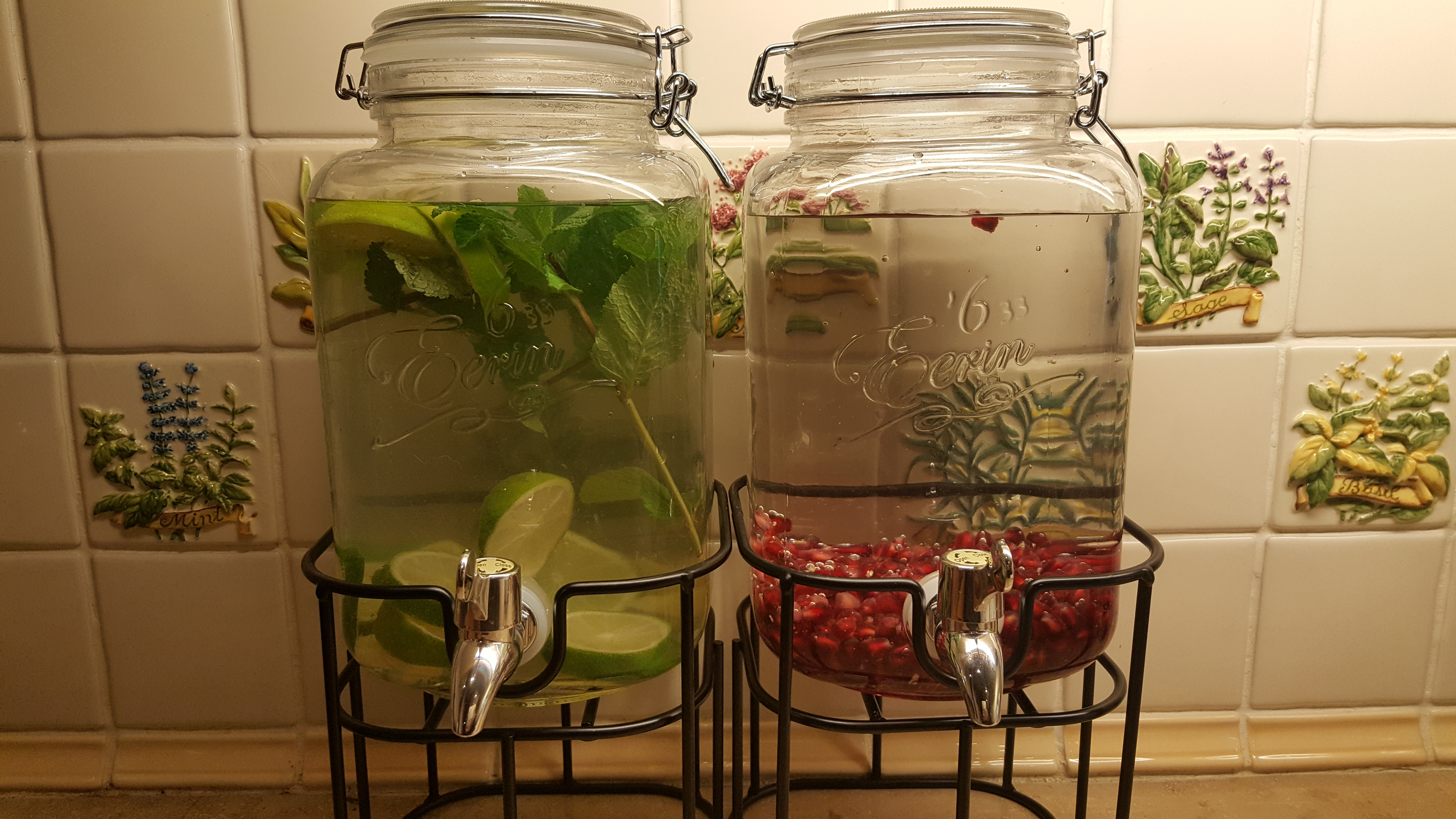
左：ライム、ショウガ、ミントを浸漬した水、右：ザクロを浸漬した水

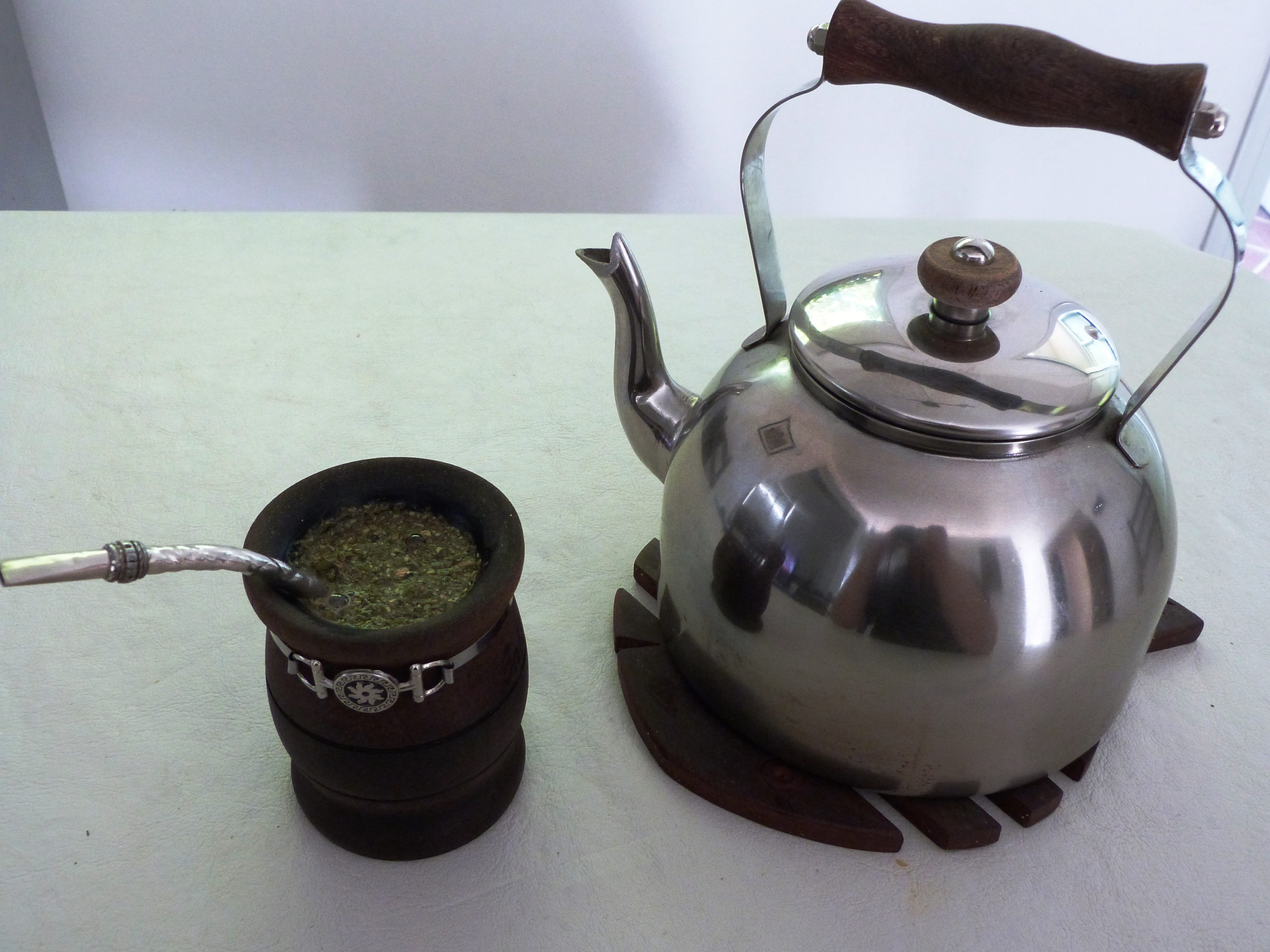
マテ茶

- 茶は、浸漬の最も一般的な例であり、ほとんどの茶は、葉を熱水に浸漬させて作るが、モロッコのアッツァイ等は、水に入れて火にかけ、煎じて作る。ハーブティーの多くも浸漬で作り、レモン、カモミール、センナ、リンゴ、ショウガ、ルイボス、その他の植物が単独または組み合わせて用いられる。
- コーヒーも、フレンチプレス等、浸漬で作ることができるが、パーコレーションで作ることが多い。
- 薬草は、一般的に、水または油に浸漬させて作る。
- 香味油は、良い香りの植物を食用油又は酢に長時間浸して作る。しばしば植物を入れたまま販売され、香り付けに用いられる。唐辛子、レモン、ニンニクやその他の植物が用いられる。
- キュウリ水は、キュウリのスライスを柑橘類のスライスやミント等のハーブとともに水に浸漬したものである[1]。スパや類似のパーソナルケア施設で良く提供されるため「スパウォーター」とも呼ばれる。